# Екстерталь
Екстерталь (нім. Extertal) — громада в Німеччині, знаходиться в землі Північний Рейн-Вестфалія. Підпорядковується адміністративному округу Детмольд. Входить до складу району Ліппе.
Площа — 92,53 км2. Населення становить 11 042 ос. (станом на 31 грудня 2020).